# 토리노디산그로
토리노디산그로(이탈리아어: Torino di Sangro)는 이탈리아 아브루초주 키에티도에 있는 코무네이다.